# Wilhelm Bacher

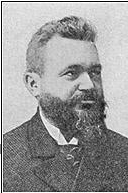
Wilhelm Bacher, 1906

Wilhelm Benjamin Se’ew Bacher (* 12. Januar 1850 in Lipto-Szent-Miklós, Komitat Liptau; † 25. Dezember 1913 in Budapest) war ein ungarischer jüdischer Gelehrter.

## Leben
Wilhelm Bacher war ein Nachkomme von Ja’ir Chajim Bacharach und Sohn des hebräischen Dichters und Übersetzers von Lessings „Nathan“, Simon Bacher. Nach Abschluss seiner Studien in Budapest und Breslau (seine Lehrer dort waren unter anderem Zacharias Frankel und Heinrich Graetz, Promotion 1870 in Leipzig) wurde Bacher 1876 Rabbiner in Szegedin, folgte aber bereits 1877 dem Ruf als Professor der biblischen Wissenschaften (in den Fächern: Schrifterklärung, hebräische Sprachwissenschaft, Aggada) an die neubegründete Landesrabbinerschule in Budapest, an der er bis zu seinem Tod 36 Jahre als Lehrer und zuletzt als Direktor wirkte. 
Bacher beherrschte eine Vielzahl orientalischer Sprachen, ganz besonders die persische und ihre Literatur (Prof. Vambery war hierin sein erster Lehrer). Er gilt als „einer der vielseitigsten und fruchtbarsten jüdischen Gelehrten um die Jahrhundertwende, bahnbrechend in der Haggada- und Traditionsforschung“.

## Publikationen
Bacher verfasste 45 umfangreiche Werke und mehr als 750 wissenschaftliche Arbeiten in deutscher, hebräischer, französischer, ungarischer, englischer und italienischer Sprache und publizierte seit 1869 in annähernd fünfzig Zeitschriften und Tageblättern. Er war Herausgeber zahlreicher jüdisch-arabischer (insbes. Ibn Dschanach) und jüdisch-persischer Werke, leitete auch 1898–1908 die Übersetzung des Alten Testaments ins Ungarische (vier Bände im Auftrag des jüdisch-literarischen Vereins Izraelita Magyar Irodalmi Társulat); er war auch Redakteur und der einzige Revisor der 12-bändigen Jewish Encyclopedia, die in New York erschien.
Zu seinen wichtigsten fachwissenschaftlichen Arbeiten zählen:
- Die Agada der babylonischen Amoräer, 1878
- Die Agada der Tannaiten, 2 Bde., 1884–1890
- Die Agada der palästinensischen Amoräer, 3 Bde., 1892–1899 (sein Hauptwerk, an dem er 25 Jahre gearbeitet hatte)
- Die exegetische Terminologie der jüdischen Traditionsliteratur, 2 Teile, 1899–1905
- Tradition und Tradenten in den Schulen Palästinas und Babyloniens. Studien und Materialien zur Entstehungsgeschichte des Talmuds, 1914 postum hrsg. von Ludwig Blau

Weitere Werke Bachers umfassen:
- Nizamis Leben und Werke (Dissertation, 1870)
- Bibel und biblische Geschichte bei den Mohammedanern, 1878
- Sadis Aphorismen und Sinngedichte, 1878
- Abraham Ibn Esra als Grammatiker, 1882
- Jehuda Chajug, 1882
- Herausgeber der Ungarisch-Jüdischen Revue (Magyar Zsido Szemle, 1884–1890, gemeinsam mit J. Banoczi)
- Leben und Werke des Abulwalid, Leipzig 1885
- Sepher sikkaron. Grammatik der hebräischen Sprache von Josef Kimchi, zum ersten Male herausgegeben, Berlin 1888
- Kitab al Luma (hebräische Grammatik Abulwalids im arabischen Original, gemeinsam hrsg. mit J. Dernbourg), Paris 1888
- Die Bibelexegese der jüdischen Religionsphilosophen des Mittelalters vor Maimuni, Strassburg 1892
- Die hebräische Sprachwissenschaft vom 10. bis 16. Jahrhundert, Trier 1892
- Die jüdische Bibelexegese vom 10. bis 15. Jahrhundert, Trier 1892
- Sepher haschoraschim. Wurzelwörterbuch der hebräischen Sprache des Abulwalid Ibn Ganach, 3 Teile, Berlin 1893–1896
- Die Bibelexegese Moses Maimunis, 1896
- Die Älteste Terminologie der Jüdischen Schriftauslegung. Ein Wörterbuch der Bibelexegetischen Kunstsprache der Tannaïten, Leipzig 1899
- Hebräisch-Persisches Wörterbuch aus dem 14. Jahrhundert, Strassburg 1900
- Die hebräische und arabische Poesie der Juden in [sic] Jemen, Budapest 1910
- Die Proömien der alten jüdischen Homilie, Leipzig 1913
- Rabbanan, die Gelehrten der Traditionen (postum 1914, hrsg. Ludwig Blau)